# ستيفاني دي فالي
ستيفاني دي فالي (بالإنجليزية: Stephanie Del Valle)‏ (و. 1996 – م) هي متسابقة ملكة الجمال، فازت في سنة 2016 بلقب ملكة جمال العالم.

## روابط خارجية
- ستيفاني دي فالي على موقع IMDb (الإنجليزية)